# Subregió de Zonguldak
La subregió de Zonguldak (en turc: Zonguldak Alt Bölgesi) (TR81) és una subregió estadística de Turquia.

## Províncies
- Província de Zonguldak (TR811)
- Província de Karabük (TR812)
- Província de Bartın (TR813)